# Скалли, Шон
Шон Скалли (англ. Sean Scully; род. 30 июня 1945, Дублин, Ирландия) — американский художник ирландского происхождения.
Художник был дважды (в 1989 и 1993) номинирован на Премию Тернера; он широко выставляется в Европе и США, его работы находятся в постоянных коллекциях многих музеев и публичных галерей по всему миру, включая Музей современного искусства и Музей Гуггенхайма в Нью-Йорке, Национальная галерея искусства и Смитсоновский музей американского искусства в Вашингтоне, Музей изобразительных искусств в Сан-Франциско, Национальная галерея Австралии, Галерея Тейт в Лондоне, Ирландский музей современного искусства в Дублине и др. В 2006 году Скалли подарил шесть работ Муниципальной галерее Хью Лейн (англ.) в Дублине. С 2005 по 2006 серия Скалли «Wall of Light» была показана в ряде музеев США.
Шон Скалли живёт попеременно в Нью-Йорке, Барселоне и — после женитьбы на швейцарской художнице  Лилиан Томаско (Liliane Tomasko) и рождения (2 мая 2009) сына Ойсина — в баварской деревне, к югу от Мюнхена. Преподаёт в Мюнхенской академии художеств.

## Творчество
Живопись Скалли часто состоит из нескольких панелей и абстрактна. Скалли пишет маслом, иногда накладывая краску толстыми слоями, создавая текстурные поверхности. После короткого периода живописи жестких контуров, Скалли отказался от маскирующей ленты, оставив характерный мотив полос. Следующие четверть века он разрабатывал и совершенствовал собственный узнаваемый стиль героической геометрической абстракции. Его живопись обычно включает жесткие архитектурные построения примыкающих стен и панелей, густо окрашенные полосами. В последние годы он дополнил фирменные полосы мотивом, композиционно напоминающим шахматную доску.
Скалли использует ограниченный набор формальных приемов — полосы и блоки. Путешествие в Марокко в 1969 вдохновило художника на создание работ, которые включали яркий свет Северной Африки и полосы местного текстиля. После возвращения в Америку в 1972, Скалли сохранил полосы своих предыдущих работ, но упростил их: марокканские цвета открыли возможность почти монохромной живописи. Если его работы 1960-х и 1970-х носят оптимистический характер, его работы начала 1980-х приглушенные по цвету и подавленные по настроению, отражая его личные несчастья, такие как смерть сына в 1983.
"Red and Red "(1986) состоит из четырёх панелей, подчеркивая материальность живописи как трехмерного объекта. В 1980-х Скалли начал экспериментировать с архитектурной композицией, создавая асимметричные ассамбляжи. Скалли комбинирует горизонтальные и вертикальные полосы; чёрные и белые горизонтальные сопоставляются с кирпично-красными вертикальными полосами, привлекая внимание к напряженности между ними и их взаимодействию, достигая точного баланса в работе. Толстые мазки кисти, ритмичные и энергичные, оживляют поверхность.

### Видео
- «Искусство рождается из необходимости», полуторачасовой биографический фильм на англ. яз.
- страница видео на сайте художника продолжительность трёх роликов 54 мин.
- Двухминутное видео: экспозиции Шона Скалли в галерее Cheim & Read, Нью-Йорк (октябрь 2013 — январь 2014)